# USS LST-454
O USS LST-454 foi um navio de guerra norte-americano da classe LST que operou durante a Segunda Guerra Mundial.